# كيث إريكسون
كيث إريكسون (بالإنجليزية: Keith Erickson)‏ مواليد 19 أبريل 1944 في سان فرانسيسكو، هو لاعب كرة سلة أمريكي معتزل. بدأ مسيرته الاحترافية في سنة 1965. تم اختياره من قبل فريق غولدن ستايت ووريورز خلال الدرافت. يبلغ طوله 6 قدم 5 بوصة (2.0 م). اعتزل اللعب في 1977. فاز بلقب دوري إن بي إيه. أحرز خلال مسيرته في الإن بي إيه 7251 نقطة بمعدل 9.5 نقاط في المباراة الواحدة.

## المسيرة الاحترافية
لعب مع غولدن ستايت ووريورز في موسم 1965–1966، ثم لعب مع شيكاغو بولز من سنة 1966 إلى 1968، ثم لعب مع لوس أنجلوس ليكرز من سنة 1968 إلى 1973، ثم لعب مع فينيكس صنز من سنة 1973 إلى 1977.

## روابط خارجية
- كيث إريكسون على موقع إن بي أي (الإنجليزية)
- كيث إريكسون على موقع سبورتس رفرنس (الإنجليزية)
- كيث إريكسون على موقع كلية كرة السلة في سبورتس رفرنس.كوم (الإنجليزية)
- كيث إريكسون على موقع ريلجم (الإنجليزية)
- كيث إريكسون على موقع بروبوليرز (الإنجليزية)
- كيث إريكسون على موقع أوليمبيديا (الإنجليزية)